# Kanton La Réole
Der Kanton La Réole war bis 2015 ein französischer Wahlkreis im Arrondissement Langon, im Département Gironde und in der Region Aquitanien; sein Hauptort war La Réole, Vertreter im Generalrat des Départements war zuletzt von 2001 bis 2015, wiedergewählt 2008, Bernard Castagnet. 

## Geografie
Der 23 Gemeinden umfassende Kanton war 152,63 km² groß und hatte 13.236 Einwohner (Stand: 2012).

## Gemeinden
| Gemeinde                    | Einwohner Jahr | Fläche km² | Bevölkerungsdichte | Postleitzahl | Code INSEE |
| --------------------------- | -------------- | ---------- | ------------------ | ------------ | ---------- |
| Bagas                       | 295 (2013)     | –          | – Einw./km²        | 33190        | 33024      |
| Blaignac                    | 287 (2013)     | –          | – Einw./km²        | 33190        | 33054      |
| Bourdelles                  | 107 (2013)     | –          | – Einw./km²        | 33190        | 33066      |
| Camiran                     | 422 (2013)     | –          | – Einw./km²        | 33190        | 33087      |
| Casseuil                    | 392 (2013)     | –          | – Einw./km²        | 33190        | 33102      |
| Les Esseintes               | 258 (2013)     | –          | – Einw./km²        | 33190        | 33158      |
| Floudès                     | 90 (2013)      | –          | – Einw./km²        | 33190        | 33169      |
| Fontet                      | 844 (2013)     | –          | – Einw./km²        | 33190        | 33170      |
| Fossès-et-Baleyssac         | 186 (2013)     | –          | – Einw./km²        | 33190        | 33171      |
| Gironde-sur-Dropt           | 1198 (2013)    | –          | – Einw./km²        | 33190        | 33187      |
| Hure                        | 505 (2013)     | –          | – Einw./km²        | 33190        | 33204      |
| Lamothe-Landerron           | 1148 (2013)    | –          | – Einw./km²        | 33190        | 33221      |
| Loubens                     | 301 (2013)     | –          | – Einw./km²        | 33190        | 33250      |
| Loupiac-de-la-Réole         | 484 (2013)     | –          | – Einw./km²        | 33190        | 33254      |
| Mongauzy                    | 605 (2013)     | –          | – Einw./km²        | 33190        | 33287      |
| Montagoudin                 | 182 (2013)     | –          | – Einw./km²        | 33190        | 33291      |
| Morizès                     | 519 (2013)     | –          | – Einw./km²        | 33190        | 33294      |
| Noaillac                    | 415 (2013)     | –          | – Einw./km²        | 33190        | 33306      |
| La Réole                    | 4092 (2013)    | –          | – Einw./km²        | 33190        | 33352      |
| Saint-Exupéry               | 160 (2013)     | –          | – Einw./km²        | 33190        | 33398      |
| Saint-Hilaire-de-la-Noaille | 379 (2013)     | –          | – Einw./km²        | 33190        | 33418      |
| Saint-Michel-de-Lapujade    | 202 (2013)     | –          | – Einw./km²        | 33190        | 33453      |
| Saint-Sève                  | 230 (2013)     | –          | – Einw./km²        | 33190        | 33479      |

## Bevölkerungsentwicklung
| 1962   | 1968   | 1975   | 1982   | 1990   | 1999   |
| ------ | ------ | ------ | ------ | ------ | ------ |
| 12.413 | 13.007 | 12.705 | 11.870 | 12.065 | 12.299 |